# Genere di Dio
Il genere di Dio può essere visto come un aspetto letterale o allegorico di una divinità.
Nelle religioni politeiste, le divinità sono caratterizzate da un genere di tipo maschile o femminile che permette di interagire sessualmente tra loro e persino con gli esseri umani.
Le religioni abramitiche venerano un unico Dio, che è rispettivamente chiamato Yahweh (Ebraismo), Allah (Islam) o semplicemente Dio (Cristianesimo). Esse ritengono che Dio sia puro spirito, invisibile e incorporeo; spesso ci si riferisce a Dio mediante sostantivi o pronomi di genere maschile, come ad esempio "Padre"; tuttavia, molti teologi affermano che questi usi di un "genere" in riferimento a Dio sia semplicemente un'analogia linguistica, utile per meglio relazionarsi al concetto di Dio ma priva di qualsiasi connotazione sessuale.
Nelle tradizioni cristiane, che credono nel dogma fondamentale della Trinità, si ritiene che da sempre esista "Dio Figlio", generato da "Dio Padre" prima di tutti i secoli; esse credono anche che Dio Figlio, il Logos di Dio, abbia assunto la condizione umana nell'unica persona di Gesù Cristo, un essere umano di genere maschile, nell'Incarnazione nel grembo della Vergine Maria. Tale evento miracoloso fu operato per opera di "Dio e lo Spirito Santo", che procede da Dio Padre e/o da Dio Figlio (dogma del Filioque). Questi concetti sono espressi nella professione di fede cristiana che è il Credo niceno.
Ebrei e musulmani non accettano il dogma della Trinità, quindi non adorano né Gesù né lo Spirito Santo come Dio. Per tale motivo, anche la loro concezione di Dio è radicalmente diversa da quella cristiana, pur appartenendo convenzionalmente al gruppo delle religioni abramitiche.

## Religioni abramitiche
Nella Bibbia ebraica e cristiana, Dio è solitamente descritto in termini maschili; tuttavia , esiste anche un'analogia femminile che è presente in Genesi 1:26-2, Salmi 123:2-3, e Luca 15:8-10; una madre in Deuteronomio 32:18,[iv] Isaia 66:13, Isaia 49:15, Isaia 42:14, Salmi 131:2; e una madre che raccoglie i piccoli sotto le sue ali in Matteo 23:37 e Luca 13:34. Tutti i passi citati accennano ad un aspetto caratteriale materno, sebbene non si parli mai esplicitamente di un presunto genere sessuale femminile di Dio.
Esodo 25,18 fa riferimento alla corporeità di Dio e, in particolare, alle due tavole della Legge scritte dalla sua mano. 

### Le querce di Mamrè
Un altro episodio rilevante è quello dei tre uomini apparsi ad Abramo a Mamrè
(cfr. Genesi 18,10). L'Ebraismo e la Chiesa cattolica li identificano con tre angeli, mentre parte della Chiesa ortodossa vi riconosce le tre divine persone della SS.ma Trinità. Per la Chiesa cattolica i tre angeli (Ebrei 13,2: "Non dimenticate l’ospitalità; alcuni, praticandola, senza saperlo hanno accolto degli angeli") rappresentano il Signore nelle tre divine persone, come dice la liturgia della Chiesa quando si esprime così: Abramo ne vide tre e adorò l’unico Dio” (Tres vidit et Unum adoravit).

### Giudaismo
Sebbene nel Tanakh si faccia riferimento al genere di Dio con immagini e forme grammaticali maschili, la filosofia ebraica tradizionale non attribuisce a Dio il concetto di sesso. Talora, la letteratura aggadica e la mistica ebraica trattano Dio riferendosi ad un genere.
Anche i modi in cui Dio è considerato maschio o femmina sono cambiati nel tempo, laddove alcuni pensatori ebrei moderni vedono Dio al di fuori di tali categorie. Guillaume Postel (XVI secolo), Michelangelo Lanci (XIX secolo) e Mark Sameth (XXI secolo) teorizzano che le quattro lettere del nome personale di Dio, YHWH, siano un crittogramma che i sacerdoti dell'antico Israele avrebbero letto al contrario come huhi, che significa in inglese heshe (crasi dei pronomi maschile inglese he e di quello femminile she), a significare una divinità a doppio genere.

### Cristianesimo

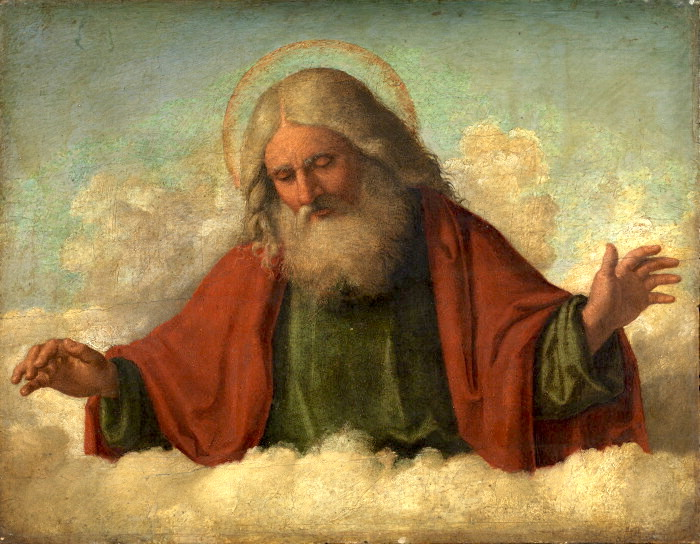
Dio Padre (Cima da Conegliano, dipinto del 1510–1517 ca.)

I cristiani concepiscono Dio come Uno e Trino, ritenendo che Dio Padre, Dio Figlio e lo Spirito Santo siano tre persone distinte, ma anche interamente Dio (in un'unica sostanza).
Dio Figlio è il Verbo preesistente al mondo dall'eternità ed è Gesù Cristo, che si incarnò in un corpo umano maschile mediante il grembo di Maria Vergine per opera dello Spirito Santo e di Dio. 
Nel primo istante del concepimento verginale di Maria ottenne un'anima razionale umana unita ad una carne maschile umana. Prima di tutti i secoli fu generato da Dio Padre come Verbo incorporeo.
Giovanni 4,24 afferma che "Dio è Spirito e che quelli che lo adorano devono adorarlo in spirito e verità". Lo Spirito può essere Dio creatore (scritto con la S maiuscola) o una creatura angelica (scritto con la minuscola). In entrambi i casi, lo Spirito o lo spirito è invisibile e incorporeo, non è né maschio né femmina.
Secondo la dottrina, Dio Padre è privo di corpo. Solo Dio Figlio ne ha uno. Anche lo Spirito Santo è invisibile e incorporeo, quindi non sarebbe né maschio né femmina.
Gli angeli, pur non avendo corpo e quindi nemmeno un'identità sessuale, possono manifestarsi in un corpo umano che è apparente e non è il loro (come san Raffaele arcangelo nel Libro di Tobia). Lo Spirito Santo è lo Spirito del Cristo Risorto e proviene anche dall'alito della Sua carne maschile donato ai Dodici (Giovanni 20,19-23).
Nella tradizione biblica e dei santi, lo Spirito Santo può assumere diverse forme: la colomba dello Spirito Santo, lingue di fuoco come nel giorno di Pentecoste (v. Spirito Santo nel cristianesimo).

#### Cattolicesimo
Al contrario, il Credo niceno afferma che Gesù è assiso alla destra del Padre. I troni sono due e presumono due corpi. La terza persona della Santissima Trinità, lo Spirito Santo, non è assisa su alcun trono, pur regnando sull'universo accanto a Dio Padre e Dio Figlio, in perfetta unità e comunione di intelletto, volontà e operazioni.
Il Catechismo della Chiesa Cattolica, nel libro 239, afferma che Dio è chiamato "Padre", mentre il suo amore per l'uomo può essere rappresentato anche come una forma di maternità. Tuttavia, Dio trascende il concetto umano di sesso e "non è né uomo né donna: è Dio".

#### Spirito Santo Dio
Il Nuovo Testamento si riferisce allo Spirito Santo come maschile in un certo numero di luoghi, laddove ricorre la parola greca maschile Paraclito, che è tradotto col termine "Consolatore", più chiaramente nel Vangelo secondo Giovanni, ai capitoli 14-16. Questi testi erano particolarmente significativi quando i cristiani discutevano se il Nuovo Testamento insegnasse che lo Spirito Santo è una persona pienamente divina, o una sorta di "forza".  Tutte le principali traduzioni bibliche inglesi hanno mantenuto il pronome maschile per lo Spirito, come in Giovanni 16:13.Tuttavia, è stato notato che nell'originale greco, in alcune parti del Vangelo giovanneo, per indicare lo Spirito si usa anche il termine greco pneuma che è di genere neutro.

#### Ss.ma Trinità
Al di là della (presunta) incorporeità del Padre e dello Spirito Santo, le tre divine persone formano un'unica sostanza, secondo quanto afferma il dogma della SS.ma Trinità (v. homoousion).
S. Tommaso d'Aquino afferma che in Dio non c'è composizione di quantità perché è senza corpo:
( Summa Theologiae I, 3,7)
Similmente, il Concilio Vaticano I affermò che Dio è una sostanza spirituale, quindi teoricamente priva di genere maschile o femminile, come gli angeli di cui è infinitamente superiore.

### Filosofia classica
La filosofia occidentale classica ritiene che Dio non abbia un sesso maschile o femminile, in quanto ritengono che Dio non abbia un corpo, fatto che è un prerequisito per il genere sessuale. Tuttavia, quest'ultima afferma che Dio dovrebbe essere indicato come maschile per analogia; la ragione consiste nel fatto che Dio genera e rivela la Sua identità al mondo, atti che, secondo la concezione tradizionale dei compiti maschili e femminili, sono propri di un ruolo attivo di tipo maschile anziché di uno ricettivo di tipo femminile.

### Chiesa di Gesù Cristo dei Santi degli Ultimi Giorni
A differenza della maggior parte delle denominazioni cristiane, la Chiesa di Gesù Cristo dei Santi degli Ultimi Giorni (Chiesa LDS) insegna che Dio Padre, Dio Figlio e lo Spirito Santo sono fisicamente distinti, pur condividendo un'unità di scopo. Alcuni membri della Chiesa LDS credono anche che Dio Padre sia sposato con una donna avente carattere divino, chiamata "Madre Celeste". Gli esseri umani sono considerati figli spirituali di questi genitori celesti.
La Chiesa di Gesù Cristo dei Santi degli Ultimi Giorni (Latter Day Saints, LDS) crede che Dio, Gesù e lo Spirito Santo sono tre esseri distinti e separati. Il Dio LDS ha un corpo fisico e quindi non solo è identificato come uomo, ma possiede anche fisicamente un genere sessuale, quello maschile. Lo stesso vale per Gesù, il Figlio di Dio, ma non per lo Spirito Santo, che ha invece una forma spirituale. Dio è anche sposato con la Madre Celeste. Non è noto se quest'ultima abbia un corpo fisico o un sesso definito come Dio. Tuttavia, è identificata come "madre" e rispetto al marito i Mormoni usano la coppia di pronomi "lei/lui", motivo che induce a presumere che essa sia vista come una donna o una figura femminile in opposizione alla figura maschile di Dio. I credenti LDS non pregano la Madre Celeste, poiché è Dio che ascolta e risponde alle preghiere. Tuttavia, coloro che considerano la Madre Celeste come parte della Divinità rischiano la scomunica, anche se il sito web LDS afferma di onorare la sua divinità. Occorre anche notare che il ruolo esatto della Madre Celeste è sconosciuto. Ad esempio, non si sa se sia un partner uguale a Dio, partecipando anche alla creazione, o se rifletta il ruolo di una donna umana sottomessa ad un uomo umano. La Chiesa LDS crede che gli esseri umani redenti possano ascendere alla divinità, come ha fatto Gesù.

### Islam
L'Islam insegna che Dio (Allah) è al di là di ogni possibilità di comparazione, trascendente, motivo per cui Dio è al di là di ogni attributo di genere. L'arabo possiede solo pronomi di genere (come "egli" e "ella"), mentre non ha pronomi di genere neutro (come l'inglese it), e il pronome maschile "egli" in lingua araba è tipicamente usato nei casi in cui il genere del soggetto non sia determinato. Così, Allah è tipicamente indicato come "lui", nonostante non abbia alcun attributo di genere.

### Fede Baháʼí
Nella religione Bahá'í, il leader religioso iraniano Bahá'u'lláh usava il termine Madre come attributo di Dio:
(The Kitáb-i-Íqán | Baháʼí Reference Library)
Egli scriveva anche:
(Drewek, Paula, Feminine Forms of the Divine in Baháʼí Scriptures)
Negli scritti bahá'í, la Volontà Primaria di Dio è personificata come la serva del cielo.

## Religioni indiane

### Induismo
Nell'Induismo esistono diversi approcci alla concettualizzazione di Dio e del genere. Molti induisti si concentrano sull'Assoluto impersonale, che non ha genere. Altre tradizioni induiste concepiscono Dio come androgino (sia femminile che maschile), in alternativa come maschio o femmina. Purtuttavia, sostenendo l'enoteismo di genere, cioè non negano l'esistenza di altre divinità inferiori e di entrambi i generi.
La tradizione Shakti concepisce Dio come una donna. Altre tradizioni bhakti dell'Induismo hanno divinità sia maschili che femminili. Nella mitologia indiana antica e medievale, ogni deva maschile del pantheon indù fa coppia con una femmina, spesso una devī.
La più antica delle scritture indù è il Rigveda (II millennio a.C.). La prima parola del Rigveda è il nome di Agni, il dio del fuoco, a cui sono rivolti molti degli inni vedici, insieme a Indra, il guerriero. Agni e Indra sono entrambi divinità maschili.
Il Rigveda fa riferimento a un creatore (Hiranyagarbha o Prajapati), distinto da Agni e Indra. Nelle scritture successive, questo creatore è identificato con Brahma (da non confondere con Brahman, la causa prima), nato dall'ombelico di Vishnu. Hiranyagarbha e Prajapati sono divinità maschili, così come Brahma (che ha una consorte femminile, Saraswati).

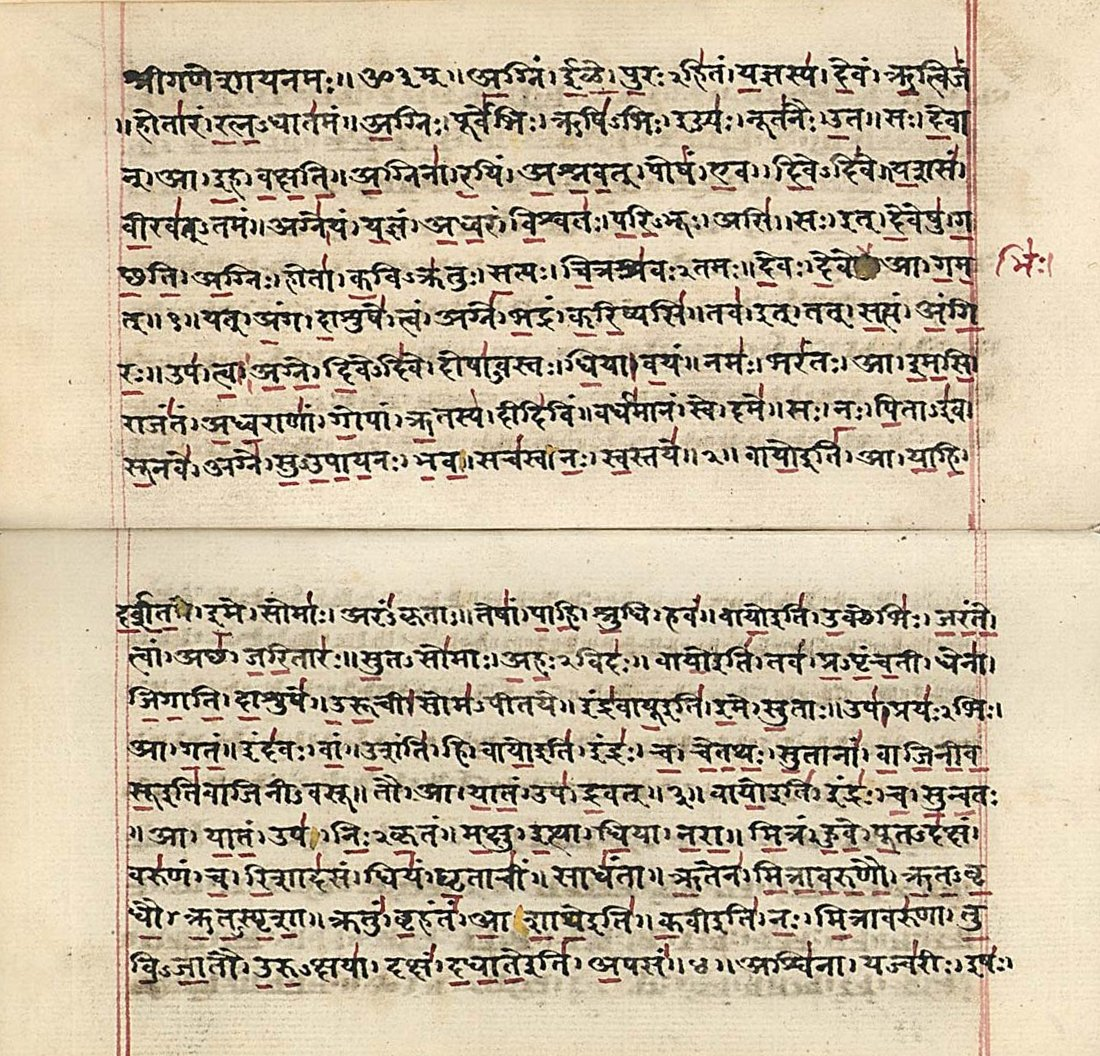
Rigveda

Ci sono molte altre divinità nel Rigveda. Esse non sono semplici forze della natura e possiedono un carattere complesso e una propria mitologia. Includono le dee dell'acqua (Āpaḥ) e dell'alba (Uṣas), e l'accoppiata complementare del Padre Cielo e della Madre Terra. Tuttavia, sono tutte asservite all'astratta ma attiva "forza positiva della verità"[Ṛta]. ... che pervade l'universo e tutte le azioni degli dèi e degli esseri umani. Questa forza è talvolta mediata o rappresentata da divinità morali (gli Āditya, ad esempio Varuṇa) o persino da Indra. Gli Āditya sono di sesso maschile e l'Ṛta è personificato al maschile nelle scritture successive (vedi anche Dharma).
In alcune tradizioni filosofiche induiste Dio non è considerato una persona. Ne è un esempio il Nirguna Brahman, privo di qualità, la forza vitale fondamentale dell'universo. Tuttavia, il teismo stesso è centrale nell'Induismo.
Mentre molti induisti si concentrano su Dio nella forma neutra, essendo Brahman di genere neutro dal punto di vista grammaticale, esistono importanti tradizioni induiste che concepiscono Dio come femmina, persino come fonte della forma della propria natura maschile, come la denominazione Shakta. L'induismo, e in particolare la scuola Samkhya, vede la creazione del cosmo come il risultato del gioco di due principi radicalmente distinti: la materia femminile (Prakṛti) e lo spirito maschile (Purusha). Prakṛti è la materia primordiale che è presente primaché il cosmo si manifesti. La Prakṛti è vista come il potere della natura, sia animata che inanimata. Come tale, la natura è vista come energia dinamica (Rae, 1994). Prakriti è originariamente passiva, immobile e pura potenzialità per natura. Solo attraverso il contatto con il Purusha cinetico si dispiega nelle diverse forme che abbiamo davanti. L'idea di Prakṛti/Purusha porta al concetto di Consorte Divino. Quasi tutti i deva del pantheon indù hanno una consorte femminile (devi).

### Sikhismo
La fonte scritturale del Sikhismo è lo Sri Gurū Granth Sahib (SGGS). Come titolo del Guru Granth, e di ciascuna delle sue principali divisioni, è stampato il Mul Mantra, una breve descrizione sintetica di Dio, in lingua punjabi. La tradizione sikh vuole che sia stato originariamente composto da Guru Nanak (1469-1539), il fondatore del Sikhismo.
ISO 15919: Ika ōaṅkāra sati nāmu karatā purakhu nirabha'u niravairu akāla mūrati ajūnī saibhaṃ gura prasādi.
in inglese:One Universal God, The Name Is Truth, The Creator, Fearless, Without Hatred, Image Of The Timeless One, Beyond Birth, Self-Existent, By Guru's Grace.
in italiano: Unico universale Dio, il (tuo) nome è Verità, il Creatore, senza paura, senza odio, immagine dell'Uno senza tempo, al di là della nascita, causa del proprio esistere, per grazia del Guru.
Secondo la religione Sikh, Dio non ha genere. Il Mool Mantar descrive Dio come Ajuni (cioè senza incarnazioni), il che implica che Dio non è legato ad alcuna forma fisica. Questo porta a concludere che il Signore onnipervadente è senza genere.
ISO 15919: Sunn mandal ik Yogi baiseh. Naar nuh purakhu kahahu kou kaiseh. Tribhavan joth raheh liv laaee. Suri nar naath sacheh saranaaee (SGGS. Ang 685).
traduzione in inglese: The Yogi, the Primal Lord, sits in the Realm of Absolute Stillness (state free of mind's wanderings or Phurne). (Since God) is neither male nor female; how can anyone describe Him? The three worlds center their attention on His Light. The godly beings and the Yogic masters seek the Sanctuary of this True Lord.
traduzione in italiano: Lo Yogi, il Signore primordiale, siede nel Regno della Quiete Assoluta (stato libero dalle peregrinazioni della mente o Phurne). (Poiché Dio) non è né maschio né femmina, come si può descriverlo? I tre mondi concentrano la loro attenzione sulla Sua Luce. Gli esseri divini e i maestri yogici cercano il Santuario di questo vero Signore.
Tuttavia, il Guru Granth Sahib si riferisce costantemente a Dio come "Lui" e "Padre" (con alcune eccezioni), in genere perché è stato scritto nelle lingue indo-ariane dell'India settentrionale (un misto di Punjabi e Sant Bhasha, sanscrito con influenze persiane) che non hanno un genere neutro. Le traduzioni inglesi degli insegnamenti possono eliminare qualsiasi specificazione di genere. Da ulteriori approfondimenti della filosofia sikh, si può dedurre che Dio viene talvolta definito il Marito delle Anime-Spose, per far capire a una società patriarcale come sia il rapporto con Dio. Inoltre, Dio è considerato Padre, Madre e Compagno.

## Altri

### Unificazionismo
L'Unificazionismo vede Dio, il Creatore, con le sue caratteristiche di mascolinità e femminilità. Poiché un artista, come Dio, può esprimere solo ciò che rientra nei confini della propria natura: infatti, secondo Genesi 1:27, "Dio creò l'uomo a sua immagine; a immagine di Dio lo creò; maschio e femmina li creò". Secondo gli unificazionisti, ciò indicherebbe che l'immagine di Dio include sia gli attributi maschili che quelli femminili.
A causa del ruolo più attivo della mascolinità, l'umanità ritrae tipicamente Dio come maschio, facendo sì che il ruolo più ricettivo o di sostegno e di cura all'interno delle caratteristiche divine sia meno enfatizzato o addirittura trascurato e finanche ignorato negli scritti e nell'arte.

### Religioni animiste
Le religioni animiste sono comuni tra le società orali, molte delle quali esistono ancora nel XXI secolo. In genere, in queste religioni sono presenti forze naturali e guide spirituali sciamaniche, piuttosto che divinità personali che coesistono a pieno titolo con personalità consolidate. È nel politeismo che si trovano tali divinità. Le religioni animiste spesso, ma non sempre, attribuiscono il genere agli spiriti che essi credono permeare il mondo e i suoi eventi. Le religioni politeiste, invece, attribuiscono quasi sempre il genere ai loro dèi, anche se alcune divinità degne di nota sono associate a varie forme di caratteristiche epicene, vale a dire dèi che si manifestano alternativamente come maschi e femmine, dèi con un "volto" maschile e uno femminile, così come anche divinità la cui caratteristica più distintiva è l'assenza di un sesso noto.

### Spiritualità femminista
Nel suo saggio intitolato Why Women Need the Goddess (Perché le donne hanno bisogno della dea), Carol P. Christ sostiene la nozione dell'esistenza di un'antica religione di una dea suprema. Il saggio è stato presentato per la prima volta nella primavera del 1978 come discorso programmatico per la conferenza “reat Goddess Re-emerging (La grande dea che riemerge) all'Università della California, Santa Cruz. Christ ha anche coeditato le classiche antologie di religione femminista Weaving the Visions: New Patterns in Feminist Spirituality (Tessere le visioni: Nuovi modelli di spiritualità femminista; edito nel 1989), nonché Womanspirit Rising (Spirito di donna in ascesa, edito nel 1979/1989). Queste ultime includono il suo saggio del 1978.

### Riferimenti
1. ↑  Elaine H. 1976. "What Became of God the Mother? Conflicting Images of God in Early Christianity." Signs 2(2):293–303.
2. ↑   Genesi 1:26-2, su La Parola - La Sacra Bibbia in italiano in Internet.
3. ↑   Michael Coogan, 6. Fire in Divine Loins: God's Wives in Myth and Metaphor, in God and Sex. What the Bible Really Says, 1ª ed., New York, Boston, Twelve. Hachette Book Group, ottobre 2010,  p. 175, ISBN 978-0-446-54525-9. URL consultato il 5 maggio 2011.
4. ↑   Salmi 123:2-3, su La Parola - La Sacra Bibbia in italiano in Internet.
5. ↑   Luca 15:8-10, su La Parola - La Sacra Bibbia in italiano in Internet.
6. ↑   Deuteronomio 32:18, su La Parola - La Sacra Bibbia in italiano in Internet.
7. ↑   Isaia 66:13, su La Parola - La Sacra Bibbia in italiano in Internet.
8. ↑   Isaia 49:15, su La Parola - La Sacra Bibbia in italiano in Internet.
9. ↑   Isaia 42:14, su La Parola - La Sacra Bibbia in italiano in Internet.
10. ↑   Salmi 131:2, su La Parola - La Sacra Bibbia in italiano in Internet.
11. ↑   Matteo 23:37, su La Parola - La Sacra Bibbia in italiano in Internet.
12. ↑   Luca 13:34, su La Parola - La Sacra Bibbia in italiano in Internet.
13. ↑   Es 25,18, su La Parola - La Sacra Bibbia in italiano in Internet.
14. ↑   Gn 18,10, su La Parola - La Sacra Bibbia in italiano in Internet.
15. ↑   Chi erano i tre uomini apparsi ad Abramo?, su sguardoasion.com.
16. ↑  Si veda l'icona Trinità di Andrej Rublëv, venerato come santo dalla sola Chiesa ortodossa
17. ↑   Eb 13,2, su La Parola - La Sacra Bibbia in italiano in Internet.
18. ↑  Si veda la voce heshe presente nel Wikizionario in lingua inglese.
19. ↑   Robert Wilkinson, Tetragrammaton: Western Christians and the Hebrew Name of God, Boston, Brill, 2015,  p. 337, ISBN 9789004288171.
20. ↑  (FR) Guillame Postel, Le thrésor des prophéties de l'univers, a cura di François Secret, Springer, 1969,  p. 211, ISBN 9789024702039.
21. ↑   Michelangelo Lanci, Paralipomeni alla illustrazione della sagra Scrittura, Facsimile of the first, Dondey-Dupre, 1845,  pp. 100-113, ISBN 978-1274016911.
22. ↑   Mark Sameth, The Name: A History of the Dual-Gendered Hebrew Name for God, Wipf and Stock, 2020,  pp. ix, 8, 22–26, ISBN 978-1-5326-9384-7.
23. ↑  Grudem, Wayne A. 1994. Systematic Theology: An Introduction to Biblical Doctrine. Leicester, England: Inter-Varsity Press; Grand Rapids, MI: Zondervan. p. 226.
24. ↑  Herbermann, Charles, ed. (1913). "Person" . Catholic Encyclopedia. New York: Robert Appleton Company.
25. ↑   Gv 4,24, su La Parola - La Sacra Bibbia in italiano in Internet.
26. ↑   Gv 20,19-23, su La Parola - La Sacra Bibbia in italiano in Internet.
27. ↑  Bordwell, David. 2002. Catechism of the Catholic Church. Continuum International Publishing Group. ISBN 978-0-86012-324-8. p. 84.
28. ↑  Latino: "Deum humanam sexuum transcendere distinctionem. Ille nec vir est nec femina, Ille est Deus." (Traduzione letterale in italiano: "Dio trascende la distinzione tra i sessi umani: egli non è né maschio né femmina, Egli è Dio.)

"Pater per Filium revelatus." Catechismus Catholicae Ecclesiae. Citta del Vaticano: Libreria Editrice Vaticana. 1993. 1-2-1-1-2 ¶ 239.

  - in inglese: "We ought therefore to recall that God transcends the human distinction between the sexes. He is neither man nor woman: God Has No Gender

."

"I Believe in God the Father." Ch. 1 in Catechism of the Catholic Church I.ii. Vatican: Libreria Editrice Vaticana. 2003. art. 1, para. 2, li. 239.
29. ↑  Nestle, et al. 1993. Novum Testamentum Graece (27th ed.). Stuttgart: Deutsche Bibelgeselschaft.
30. ↑   Giovanni 16:13, su La Parola - La Sacra Bibbia in italiano in Internet.
31. ↑   Catholic Exchange, su catholicexchange.com, 24 giugno 2006. URL consultato il 13 maggio 2009.
32. ↑  Costituzione dogmatica Dei Filius cap. I. Citazione: "La Santa Chiesa Cattolica Apostolica Romana crede e confessa che uno solo è il Dio vivo e vero, Creatore e Signore del cielo e della terra, onnipotente, eterno, immenso, incomprensibile, infinito per intelletto, volontà e per ogni perfezione, il quale essendo unica singolare, assolutamente semplice ed immutabile sostanza spirituale deve essere predicato realmente e per essenza, distinto dal mondo, in sé e per sé beatissimo, ineffabilmente eccelso sopra tutte le cose che sono e che si possono concepire fuori di Lui.".
33. ↑  Aquinas, Thomas. [1485] 2017. "Question 3: The simplicity of God." The Summa Theologiæ of St. Thomas Aquinas I (online ed.), translated by Fathers of the English Dominican Province. article 1.
34. ↑  Agostino d'Ippona. [c. 397] 1885. The Confessions of Augustine VII, edited by W. G. T. Shedd. Andover: Warren F. Draper.
35. ↑   David Lang e Peter Kreeft, Chapter Five: Why Male Priests?, in Why Matter Matters: Philosophical and Scriptural Reflections on the Sacraments, Our Sunday Visitor, 2002, ISBN 978-1931709347.
36. ↑   Aaronic Priesthood Manual 3 - Lesson 1: The Godhead, su churchofjesuschrist.org, LDS Church, 1995.
37. ↑   Donald Q. Cannon, Larry Dahl e John Welch, The Restoration of Major Doctrines through Joseph Smith: The Godhead, Mankind, and Creation, in Ensign, LDS Church, gennaio 1989.
38. ↑   Gordon B. Hinckley, Daughters of God, in Ensign, LDS Church, novembre 1991.
39. ↑   First Presidency and Council of the Twelve Apostles, Gospel Topics - The Family: A Proclamation to the World, in churchofjesuschrist.org, LDS Church, 23 settembre 1995. URL consultato l'11 dicembre 2013. Si veda anche la voce The Family: A Proclamation to the World' nella Wikipedia in inglese
40. 1 2   Joseph Smith, Doctrine and Covenants 130, su The Church of Jesus Christ of Latter Day Saints, 2 aprile 1843. URL consultato il 25 marzo 2024.
41. 1 2   Mother in Heaven, su The Church of Jesus Christ of Latter Day Saints, 16 aprile 2024. URL consultato il 16 aprile 2024.
42. ↑   Gordon B. Hinckley, Chapter 5: Daughters of God, su The Church of Jesus Christ of Latter Day Saints. URL consultato il 25 marzo 2024.
43. 1 2   Peggy Fletcher Stack, A Mormon mystery returns: Who is Heavenly Mother?, su The Salt Lake Tribune, 16 maggio 2013. URL consultato il 25 marzo 2024.
44. ↑   K. Codell Carter, Encyclopedia of Mormonism, su Digital Collections: BYU Library, 1992. URL consultato il 25 marzo 2024.
45. ↑   Bruce B. Lawrence, Who is Allah?, University of Edinburgh Press,  p. 3.
46. ↑   Reference to Allah as masculine, su islamweb.net, Islamweb.
47. ↑   The Kitáb-i-Íqán | Baháʼí Reference Library, su bahai.org.
48. ↑  Drewek, Paula. "Feminine Forms of the Divine in Baháʼí Scriptures." Journal of Baháʼí Studies 5 (1992): 13–23.
49. ↑  Renard, John. 1999. Responses to 101 Questions on Hinduism. Paulist. ISBN 978-0809138456. pp. 74–76.
50. ↑  What is Hinduism?, p. PR17, at Google Books, Hinduism Today, Hawaii
51. 1 2   The Concept of Shakti: Hinduism as a Liberating Force for Women, su adishakti.org.
52. 1 2 3 4 5  Witzel, Michael. 2001. "Autochthonous Aryans? The Evidence from Old Indian and Iranian Texts." Electronic Journal of Vedic Studies 7(3):1–115. ISSN 1084-7561 (WC · ACNP)
53. ↑  (EN) IS GOD MALE OR FEMALE?, su gurbani.org. URL consultato l'8 dicembre 2017.
54. ↑   God's Gender, su sikhwomen.com. URL consultato l'8 dicembre 2017.
55. ↑   Genesi 1:27, su La Parola - La Sacra Bibbia in italiano in Internet.
56. ↑   Sun Myung Moon, Sermons of the Reverend Sun Myung Moon., New York, Holy Spirit Association for the Unification of World Christianity, 1994, ISBN 0-910621-73-X, OCLC 34446768.
57. ↑  Christ, Carol P. 1978. "Why Women Need the Goddess." Heresies (The Great Goddess Issue):8–13. e-text.

— Pp. 273–87 in Womanspirit Rising: A Feminist Reader on Religion, edited by C. P. Christ and J. Plaskow. San Francisco: Harper & Row. 1979.

— Pp. 117–32 in Laughter of Aphrodite: Reflections on a Journey to the Goddess. San Francisco: Harper & Row. 1987.